# Sandman – Fabeln und Reflexionen
Fabeln und Reflexionen (Originaltitel Fables and Reflections) ist die sechste Sammlung der Comicserie Sandman, geschrieben von Neil Gaiman, illustriert von Bryan Talbot, Stan Woch, P. Craig Russell, Shawn McManus, John Watkiss, Jill Thompson, Duncan Eagleson, Kent Williams, Mark Buckingham, Vince Locke und Dick Giordano und gelettert von Todd Klein.
Die Episoden dieser Sammlung erschienen zunächst in Heftform in den Jahren 1991, 1992 and 1993. Die Sammlung erschien 1993 als Paperback und Hardcover.

## Handlung
Wie die dritte Sammlung Traumland und die achte Sammlung Worlds’ End ist diese eine Sammlung von Kurzgeschichten, die nicht offensichtlich zum allgemeinen Handlungsbogen zählen. Orpheus erweist sich allerdings später als zentrale Episode der Gesamthandlung.
Als Sammlung für verschiedener, teils lediglich motivisch mit der Haupthandlung verbundener Nebengeschichten erweist sich Fabeln und Reflexionen als vielleicht sperrigste der zehn Sammlungen. Keine der Geschichten baut auf der vorherigen auf oder benötigt sie zur Erklärung. Die Episoden erschienen in der Reihenfolge der Sammlung in den Ausgaben Preview Nummer 1 und Nummer 31, Nummer 29, Nummer 38, Nummer 30, Nummer 39, Sandman Special Nummer 1, Nummer 40 und Nummer 50.
Der thematische Rahmen dieser Sammlung wird durch den Titel gegeben: Alle Geschichten haben eine Anlehnung an ein historisches oder mythologisches Motiv.

### Höhenangst (Fear of Falling)
Diese Geschichte erschien in der Vertigo Preview #1. Es ist eine sehr kurze Geschichte um einen Theaterregisseur, der vor den Folgen seiner neusten Inszenierung Angst hat, egal ob sie Erfolg oder Flop wird. Sie diente bei ihrer Veröffentlichung der Einführung des Charakters Dream.

### Drei September und ein Januar (Three Septembers and a January)
Diese Geschichte dreht sich um Joshua Abraham Norton (1811–1880), den selbsternannten „Kaiser der Vereinigten Staaten von Amerika“. Die historischen Fakten seiner Lebensgeschichte werden hier in den Kontext einer Wette zwischen den Geschwistern Dream und Despair gesetzt, die Dream gewinnt.

### Thermidor (Thermidor)
Die Geschichte spielt zur Zeit der Terrorherrschaft Maximilien de Robespierres (1758–1794) zur Zeit der Französischen Revolution. Sie führt die Charaktere Lady Johanna Constantine und Orpheus ein. Dessen abgeschlagener, gleichwohl weiterlebender Kopf wird unter den zahlreichen abgeschlagenen Köpfen der Opfer der Guillotine versteckt. Es ist die wahrscheinlich politischste Folge der gesamten Serie, die Gaiman als scharfen Kritiker eines Regimes zeigt, das gegen seine eigenen Grundsätze handelt.

### Die Jagd (The Hunt)
Dies ist ein Märchen in osteuropäischer Tradition über einen Werwolf, der in den Besitz eines Porträts einer schönen Prinzessin kommt. Diese Geschichte ist eine pessimistische Betrachtung über die Chancen von Geschichten, in der modernen Mediengesellschaft zu überleben.

### August (August)
Der Titel bezieht sich auf den Monat und den Kaiser, der ihm seinen Namen gab. Augustus mischt sich, als Bettler verkleidet, für einen Tag unter sein Volk. Ihn begleitet ein Kleinwüchsiger, dem er einen Teil seiner Lebensgeschichte erzählt. Er erzählt von seinem Onkel Gaius Iulius Caesar und der Wahl, vor die ihn eine Prophezeiung stellte: dass er entweder der Welt ein ewiges Römisches Reich bescheren könne oder dass dieses Reich nach ein paar Jahrhunderten hinwegschwinden würde. Augustus verrät nicht, welche Wahl er getroffen hat, ebenso wenig dass er von Caesar vergewaltigt wurde, ein Trauma, unter dem er sein Leben lang litt.

### Weiche Stellen (Soft Places)
Dieses ist eine Geschichte über den jungen Marco Polo (1254–1324), der sich als Junge in der Wüste Taklamakan verirrt. Er betritt einen der „weichen Stellen“, einen Ort, an dem die Grenzen zwischen Traum und Realität nicht genau definiert sind. Dort trifft er Rusticello von Pisa, Gilbert (Fiddler’s Green aus Das Puppenhaus) und Dream. Diese Geschichte hat als Gegenstück die Episode Exile in der letzten Sammlung Das Erwachen.

### Orpheus (The Song of Orpheus)
Dieses ist die zentrale Episode dieses Bandes und eine der Schlüsselepisoden des gesamten Handlungsbogens. Sie erzählt die Geschichte des Sängers Orpheus. Seine Mutter ist wie in der mythologischen Vorlage die Muse Kalliope (siehe Traumland), sein Vater ist hier abweichend Dream selbst. Als Orpheus’ junge Braut Eurydike stirbt, weigert sich Dream, seinem Sohn zu helfen. Dafür findet der Jüngling Hilfe bei Death und Destruction, die ihm die Reise in die Unterwelt ermöglichen. Die Rückgewinnung der Gattin misslingt, Orpheus wird von Mänaden zerrissen, sein Kopf überlebt. Das Zerwürfnis zwischen ihm und seinem Vater begründet den tragischen Verlauf der Gesamthandlung. Die klassische Tragik des Orpheus erweitert Gaiman hier wirkungsvoll auf seine ganze Familie.

### Das Parlament der Krähen (The Parliament of Rooks)
Diese Episode führt den Charakter Daniel ein, das Kind von Dream und Lyta Hall (siehe Das Puppenhaus). Diese Episode beinhaltet verschiedene Geschichten, die durch eine Rahmenhandlung zusammenhängen. Die Geschichten handelt von den drei Frauen Adams, davon wie Kain und Abel ihren Platz im Traumreich einnahmen und von dem angeblichen Naturphänomen des „Parlaments der Krähen“.

### Ramadan (Ramadan)
Der Kalif Harun ar-Raschid (766–809) will seine perfekte Stadt, die erstaunlichste, größte und schönste Stadt der Welt, Bagdad, vor dem Verfall schützen. Er vermacht die Erinnerung an ihre Perfektion Morpheus unter der Bedingung, dass er sie ewig in seinem Traumreich erhält. Das Ende der Episode führt in das vom Ersten Golfkrieg zerstörte Bagdad, wo ein alter Mann die Geschichte für ein paar Zigaretten und Geld einem Jungen erzählt hat.